# Manuel Yrigoyen Arias

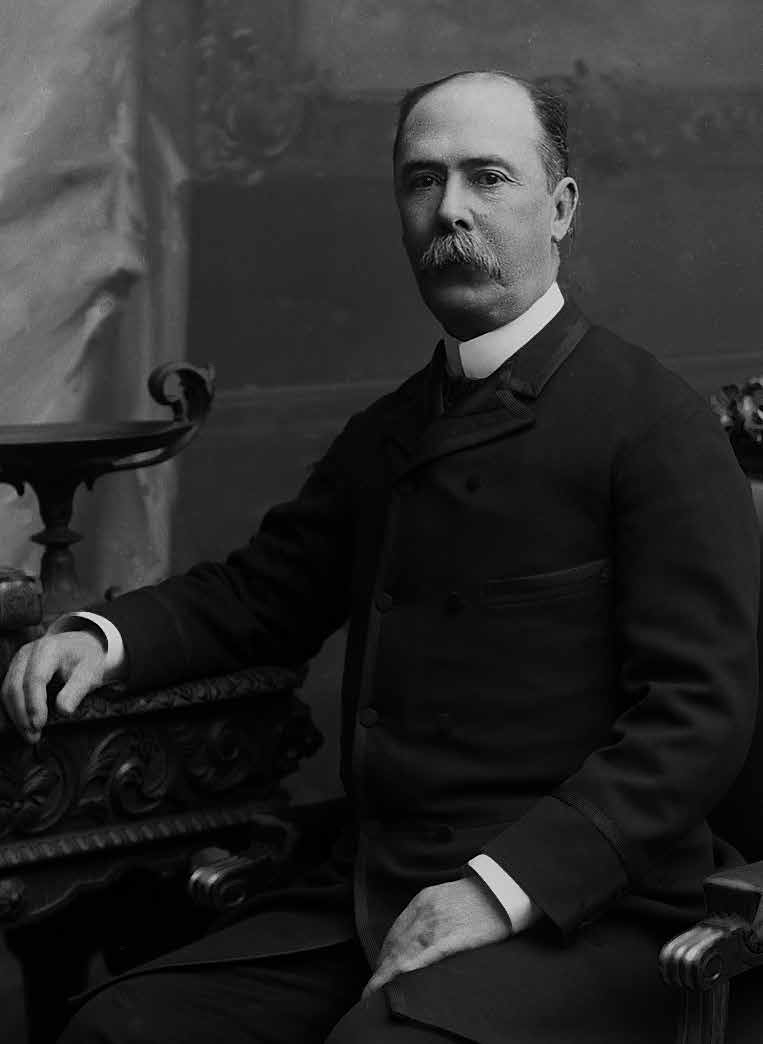
Manuel Irigoyen (1890)

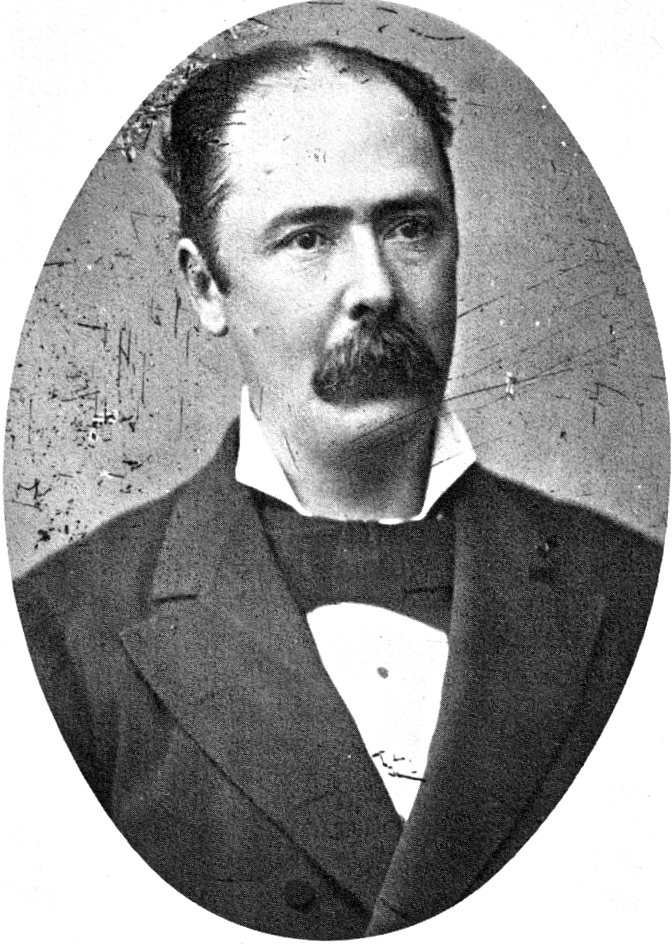
Manuel Irigoyen (1878)

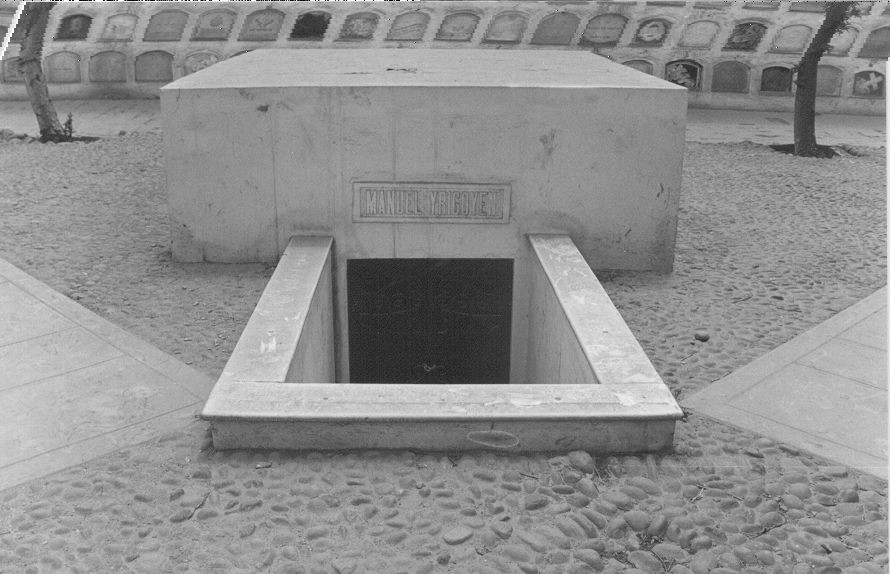
Grabstätte auf dem Cementerio Presbítero Matías Maestro.

Manuel Yrigoyen (Irigoyen) Arias Larrea (* 31. März 1830 in Lima; † 5. Juni 1912 in Chorrillos) war ein peruanischer Diplomat und Politiker, der unter anderem zwischen 1878 und 1879, 1890 sowie von 1894 bis 1895 Premierminister von Peru war.

## Leben
Manuel Yrigoyen Arias Larrea, Sohn von Pedro Yrigoyen Loyola und Josefa Arias Larrea, absolvierte seine Studien am Real Convictorio de San Carlos sowie an der Universidad Nacional Mayor de San Marcos (UNMSM) und war danach als Rechtsanwalt tätig. 1855 gehörte er zu den Mitgründern des Club Nacional, deren Mitglieder aus den vornehmsten und wohlhabendsten Familien des Landes stammen. Er trat in den diplomatischen Dienst ein und war zwischen 1861 und 1866 Geschäftsträger (Chargé d’affaires) im Königreich Preußen sowie im Königreich Belgien. 1873 wurde er gleichzeitig Gesandter in Argentinien, Brasilien sowie Uruguay und verblieb auf diesem Posten bis 1878. Am 19. Juni 1878 wurde er erstmals Außenminister (Ministro de Relaciones Exteriores) und bekleidete dieses Amt bis zum 20. Mai 1879. Während seiner Amtszeit begann der Salpeterkrieg, bei dem Chile von seinen Nachbarn Peru und Bolivien die Regionen Arica und Parinacota, Tarapacá und Atacama eroberte.
Yrigoyen wurde am 17. Dezember 1878 von Staatspräsident Mariano Ignacio Prado als Nachfolger von José Jorge Loayza zum ersten Mal zum Premierminister (Presidente del Consejo de Ministros) ernannt und bekleidete das Amt bis zum 19. Mai 1879, woraufhin Manuel de Mendiburu ihn ablöste. In dessen Kabinett sowie im darauf folgenden Kabinett von Premierminister Manuel Gonzáles de la Cotera übernahm er zwischen dem 23. Mai und dem 2. November 1879 erneut das Amt als Außenminister. Er trat der 1882 von Andrés Avelino Cáceres gegründeten Verfassungspartei (Partido Constitucional) als Mitglied bei und war zwischen dem 28. April und dem 20. Juni 1883 Mitglied des Senats (Senador de la República), in dem er Junín vertrat. 1886 war er abermals Senator für Junín. Am 22. November 1886 übernahm er im Kabinett von Premierminister Pedro Alejandrino del Solar Gabas das Amt als Minister für Finanzen und Handel (Ministro de Hacienda y Comercio) und bekleidete dieses bis zum 20. August 1887. Er war zwischen dem 4. April 1889 und dem 10. August 1890 erneut Außenminister.
Am 11. Februar 1890 wurde Yrigoyen Arias von Staatspräsident Andrés Avelino Cáceres als Nachfolger von Pedro Alejandrino del Solar Gabas zum zweiten Mal zum Premierminister ernannt und hatte den Posten bis zum Ende der Amtszeit von Staatspräsident Cáceres am 10. August 1890 inne, woraufhin der neue Staatspräsident Remigio Morales Bermúdez Mariano Nicolás Valcárcel Salazar zum neuen Premierminister ernannte. 1894 war er als Vertreter von Junín wieder Senator. Er wurde am 11. August 1894 im Kabinett von Premierminister Cesareo Chacaltana Reyes wieder Außenminister und bekleidete das Amt bis zum 20. März 1895.
Als Nachfolger von Cesareo Chacaltana Reyes wurde Manuel Yrigoyen Arias am 10. November 1894 von Staatspräsident Andrés Avelino Cáceres zum dritten Mal zum Premierminister berufen und übte dieses Amt bis zum 20. März 1895 aus, woraufhin der neue Staatspräsident Manuel Candamo Antonio Bentín y La Fuente zum neuen Premierminister ernannte. Am 28. Juli 1903 wurde Yrigoyen für Junín erneut Mitglied des Senats, dem er bis zu seinem Tode am 5. Juni 1912 angehörte. Während seiner Senatszugehörigkeit war er zwischen 1905 und 1906 Präsident des Senats (Presidente del Senado).
Aus seiner Ehe mit Mercedes Diez Canseco Olazábal de Yrigoyen gingen zwölf Kinder hervor, darunter Manuel Yrigoyen Diez Canseco (1873–1933), der von 1919 bis 1920 Bürgermeister von Lima war, sowie der Diplomat Pedro Yrigoyen Diez Canseco (1886–1957), der unter anderem Botschafter in Spanien, Kuba und Italien war. Nach seinem Tode wurde er auf dem Cementerio Presbítero Matías Maestro beigesetzt.

## Veröffentlichung
- Exposición presentada ante la H. Cámara de Diputados, de la legislatura de 1887, por el Ex-Ministro de Hacienda y Comercio, 1887 (Onlineversion)

## Hintergrundliteratur
- El Perú desde la intimidad, 2016, ISBN 978-61231-7-1445 (Onlineversion (Auszug))